# Oranienbaum, Đức
Oranienbaumⓘ is là một đô thị thuộc huyện Wittenberg, bang Saxony-Anhalt, Đức.

## Thành phố kết nghĩa
Daun, Rhineland-Palatinate